# Yıldıray Baştürk
Yıldıray Baştürk (født 24. december 1978 i Herne, Vesttyskland) er en tidligere tyskfødt tyrkisk fodboldspiller, der spillede som midtbanespiller senest hos Premier League-klubben Blackburn Rovers i England. Han kom til klubben i 2010 og sluttede karrieren i klubben samme år. Han har tidligere optrådt for Wattenscheid 09, VfL Bochum, Bayer Leverkusen, Hertha Berlin og VfB Stuttgart.
I sin tid hos Bayer Leverkusen var Baştürk i 2002 med til at nå finalen i Champions League, som dog blev tabt med 1-2 til spanske Real Madrid.

## Landshold
Baştürk står (pr. august 2010) noteret for 49 kampe og to scoringer for Tyrkiets landshold, som han debuterede for i 1998. Han var en del af det tyrkiske hold der vandt bronze ved VM i 2002 i Sydkorea og Japan, og deltog også året efter ved Confederations Cup i Frankrig.